# By-Sexual
BY–SEXUAL – japoński zespół muzyczny z nurtu visual kei. Powstał w kwietniu 1988 w Osace. W lutym 1990 ukazał się pierwszy singel So Bad Boy natomiast w kwietniu tego samego roku wydany został debiutancki album Culture Shock. W 1995 zespół opuścił wokalista Sho. W lecie 1996 grupa zmieniła nazwę na „BY–SEX”, a funkcję Sho zajął gitarzysta Ryo. W 1998 zespół opuścił perkusista Nao co spowodowało rozpad zespołu. Ryo i basista Den założyli wtedy nowy zespół Zigzo.

## Skład zespołu
- Sho – wokal
- Ryo – gitara
- Den – gitara basowa
- Nao – perkusja

## Dyskografia

### Albumy
- Culture Shock (21 kwietnia 1990)
- Sexualty (14 listopada 1900)
- Cracker (9 października 1991)
- 4D Pocket (18 września 1992)
- Coupling Party (20 listopada 1992)
- Young Sprits (2 czerwca 1993)
- 94 Love (6 kwietnia 1994)
- Cool (18 listopada 1994)
- Album (5 kwietnia 1995)
- Anthology By-Sexual Best (18 grudnia 2002)

### Single
- So Bad Boy (21 lutego 1990)
- Be Free (21 marca 1990)
- Get, Start, Don’t Stop, Go Go! (25 lipca 1990)
- Flapper (24 października 1990)
- Dynamite Girl (24 kwietnia 1991)
- Bakumatsu Jyunjou Den/Okita Sousi wa B Cup (幕末純情伝／沖田総司はBカップ) (21 czerwca 1991)
- Hysteric (21 września 1991)
- Hurry Up! Let It Go! (1 stycznia 1992)
- Deep Kiss(18 września 1992)
- Thank You for Smile (21 maja 1993)
- Media Junky (17 września 1993)
- Romantic (18 marca 1994)
- Cool Heart (21 października 1994)

### Wideografia
- Film By-Sexual 1
- Film By-Sexual 2
- Film By-Sexual 3
- Film By-Sexual 4
- Film By-Sexual 5
- Film By-Sexual 6

### Książki
- Penalty Area
- In and Out of By-Sexual Kaizoku Ban (In and Out of BY-SEXUAL 海賊版)
- Kongetsu No By-Chan!! (今月のばいちゃん！！)